# سباستيان سوتو
سباستيان سوتو (بالإسبانية: Sebastián Soto)‏ هو لاعب كرة قدم أرجنتيني في مركز الوسط، ولد في 14 يونيو 1991 في مونرو في الأرجنتين. لعب مع نادي إكسكيورسيونيستاس.

## وصلات خارجية
- سباستيان سوتو على موقع قاعدة بيانات كرة القدم.إي يو (الإنجليزية)
- سباستيان سوتو على موقع قاعدة بيانات كرة القدم.إي يو (الإنجليزية)
- سباستيان سوتو على موقع Soccerway.com (الإنجليزية)